# 중국코뿔소

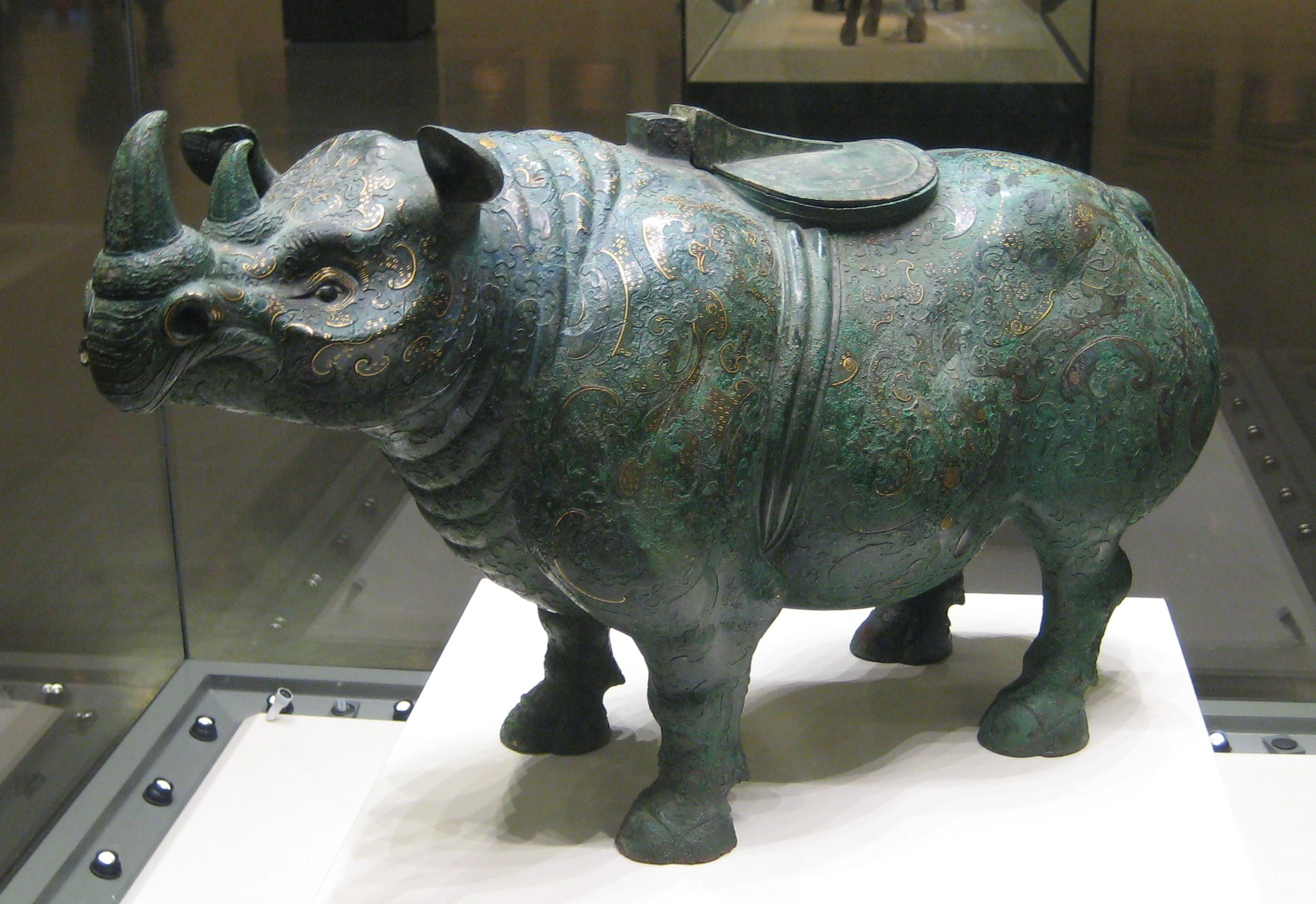
한나라의 코뿔소 모양 술 그릇 (206 BC – AD 9)

중국코뿔소(Rhinoceroses in ancient China)는 고대 중국에서 고고학적 증거와 고대 중국 문학에서 인용된 것으로 증명된다. 고대 중국 예술에 있는 코뿔소의 묘사들은 전형적으로 매우 정확하고 생동감이 있어, 그것들이 전설이나 여행자의 이야기에 바탕을 두기 보다는 살아있는 코뿔소들에 의해 직접 만들어졌다는 것을 암시한다. 고대 중국에서 살았던 코뿔소의 주요 종은 또한 수마트라코뿔소와 북부수마트라코뿔소, 인도코뿔소 그리고 자바코뿔소로도 알려져 있다.

## 같이 보기
- 중국코끼리